# Грибіш

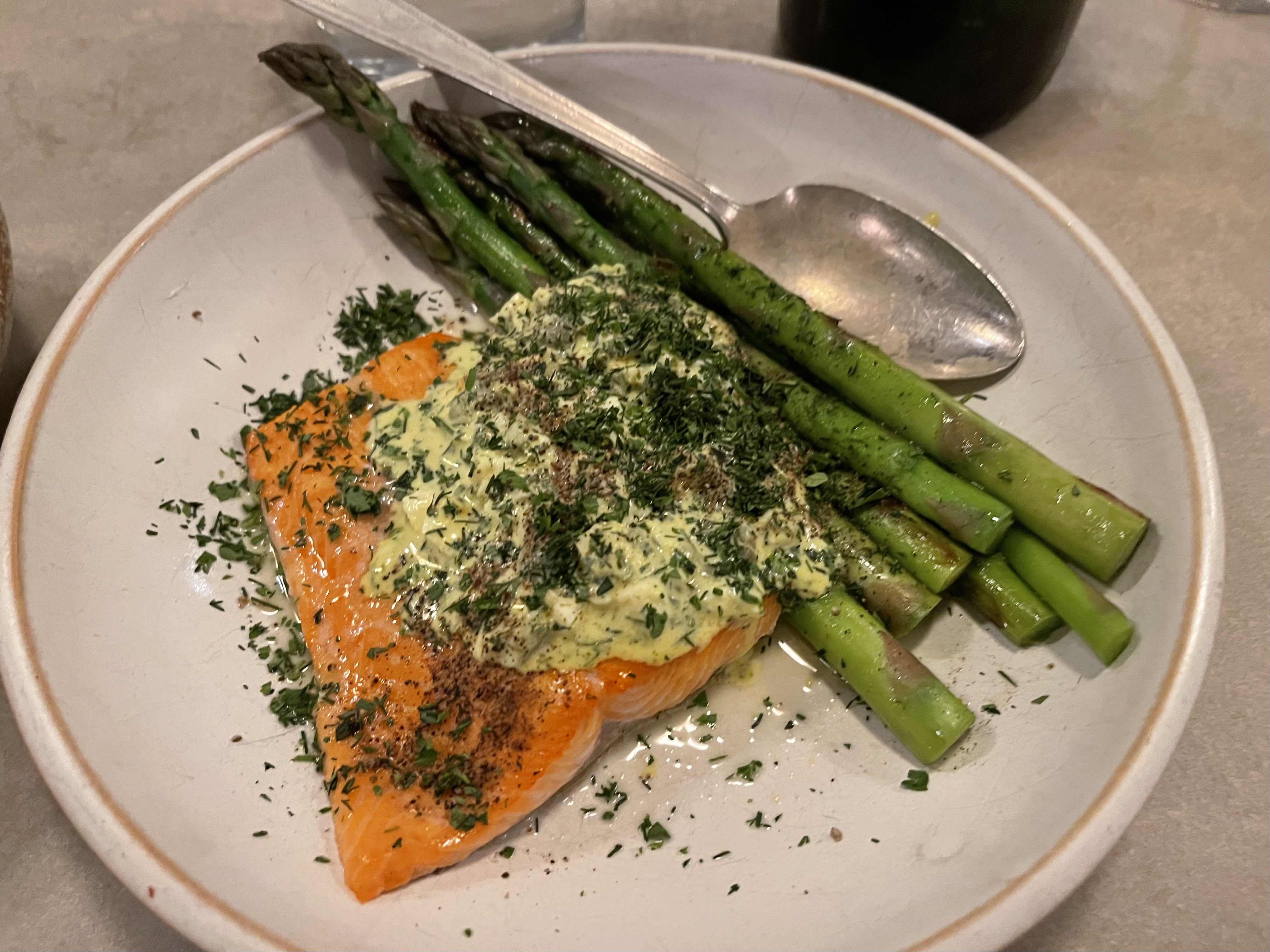
Форель, сервірована зі спаржею та соусом грибіш

Грибі́ш (фр. gribiche) — пікантний емульгований соус французької та англійської кухні, що подається до холодної риби, ракоподібних, копченої форелі і телятини. Грибіш готують на основі майонезу з жовтків зварених круто яєць, розтертих з гірчицею, олією, оцтом або лимонним соком, з додаванням дрібно рубаних каперсів, корнішонів та зелені кервелю, петрушки та естрагону, і навіть нарізаних жюльеном яєчних білків.